# Abbie McManus
Abbie Mary McManus (født 14. januar 1993) er en engelsk fodboldspiller, der spiller som forsvarer for FA WSL klubben Manchester United og Englands kvindefodboldlandshold. Hun har også spillet for Englands U23 landshold. Hun har spillet for andre engelske klubber som Manchester City og Sheffield FC. Hun var en del af Englands trup der blev nummer fire ved VM i fodbold 2019.

## Hæder

### Klub
Manchester City
- FA Women's Premier League Northern Division: 2011–12
- FA WSL: 2016[4]
- FA Women's Cup: 2016–17, 2018–19[5][6]

- FA WSL Cup: 2014, 2016, 2018–19[7][8][9]

Sheffield
- FA Women's Premier League Northern Division: 2013–14

### International
England
- SheBelieves Cup: 2019[10]
- VM i fodbold for kvinder: fjerdeplads 2019